# 金枝 (明朝)
金枝（1548年—？），字本懋，浙江嘉興府崇德縣人，軍籍，明朝政治人物。同進士出身。

## 生平
萬曆元年（1573年）癸酉科浙江鄉試第九十名，萬曆五年（1577年）丁丑科會試第七十六名，登三甲第一百八十三名進士。八年任福建同安县知县，十一年涉洪朝选案。後起任徽州府推官，历官無爲州同知。

## 家族
曾祖金武；祖父金鉞；父金可久。母黃氏。具庆下。弟梁、采、槃、楫。